# Советский Писатель

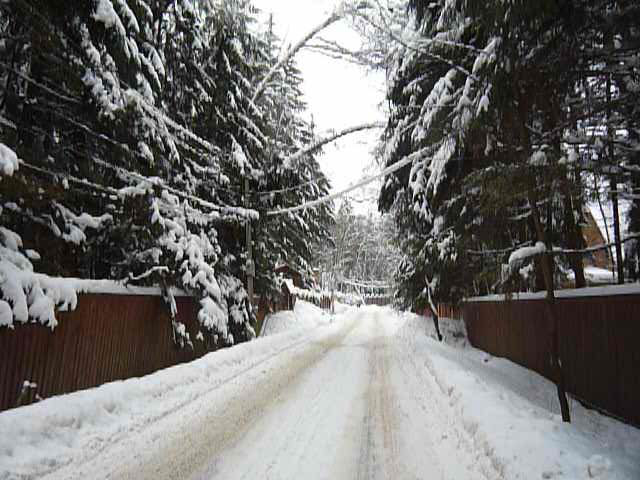
Советский Писатель (Пахра), Южная аллея.
2011 г.

Советский Писатель — дачный посёлок в Троицком округе Москвы (до 2012 года — в Подмосковье), не имеющий статуса населённого пункта, недалеко от наукограда Троицка, расположен на 36-м километре Калужского шоссе А101. Основан по решению Сталина в 1952 году. В творческих кругах посёлок часто упоминается как Кра́сная Пахра́.

## Жители посёлка
В разное время здесь жили и работали не только писатели и поэты, но и представители прочих творческих профессий — режиссёры, актёры, художники, музыканты: И. А. Пырьев, М. И. Ромм, М. Матусовский (который, по одной из версий, именно здесь сочинил слова к песне «Подмосковные вечера»), И. Дик, В. Драгунский, К. Драгунская, Ю. Трифонов, А. Твардовский, Ю. Нагибин, Э. Гилельс, В. Высоцкий, А. Миронов, М. В. Миронова, А. Менакер, З. Гердт, Б. Ахмадулина, Л. Зыкина, В. С. Нечаева, Д. Д. Благой, В. Виноградов, Д. Кабалевский, М. Табачников, С. Кирсанов, К. Симонов, П. Антокольский, С. Антонов, Ю. Семёнов, А. Симуков, В. Тендряков, Р. Кармен, В. Липатов, К. Кондрашин, О. Верейский, В. Масс, М. Червинский, М. Дыховичный, М. Слободской, В. Розов, А. Андреев, А. Флярковский, Н. Венгров, О. Фельцман, М. Ладынина, А. Дементьев, В. Войнович, Ю. Бондарев, Э. Рязанов и другие.
Сегодня[когда?] здесь живут Наталья Селезнёва, Генрих Боровик, Виктория Токарева, Денис Драгунский, Татьяна Липатова, Ирина Аллегрова и другие.